# Michael Zuckert
Michael P. Zuckert (born July 24, 1942) là một nhà triết học chính trị Mỹ và là giáo sư chính trị học tại Đại học Notre Dame. Zuckert được trao bằng cử nhân tại Đại học Cornell năm 1964. Ông hoàn thành bằng thạc sĩ và tiến sĩ tại Đại học Chicago lần lượt vào năm 1967 và 1974.

## Sách
- Launching Liberalism: John Locke and the Liberal Tradition (Nhà xuất bản Đại học Kansas, 2002)
- The Natural Rights Republic (Nhà xuất bản Đại học Notre Dame)
- Natural Rights and the New Republicanism (Nhà xuất bản Đại học Princeton, 1994)
- The Truth about Leo Strauss (2006) cùng với Catherine Zuckert, Nhà xuất bản Đại học Chicago
- Leo Strauss and the Problem of Political Philosophy (2014) cùng với Catherine Zuckert, Nhà xuất bản Đại học Chicago
- The Spirit of Religion and the Spirit of Liberty (Nhà xuất bản Đại học Chicago, 2017)
- Lincoln and Democratic Statesmanship (Nhà xuất bản Đại học Kansas, 2020)
- A Nation So Conceived:  Abraham Lincoln and the Paradox of Democratic Sovereignty (Nhà xuất bản Đại học Kansas, 2022)